# Prima Divisione IFL 2014
L'Italian Football League 2014 è la 7ª edizione del campionato di football americano organizzato dalla IFL e dalla FIDAF. La stagione è iniziata l'8 marzo e terminata con la disputa del XXXIV Italian Superbowl il 6 luglio 2014, a Ferrara.
Data la recente riforma dei campionati che identifica la IFL come Prima Divisione e la LeNAF come Seconda Divisione, per la prima volta in questa stagione si disputerà un Playout tra le ultime due classificate della stagione regolare, valido per la permanenza in IFL o la retrocessione alla LeNAF.

## Squadre partecipanti
| Club             | Città   | Stadio                                             | Sponsor ufficiale | Risultato nella stagione 2013           |
| ---------------- | ------- | -------------------------------------------------- | ----------------- | --------------------------------------- |
| Aquile Ferrara   | Ferrara | Stadio Mike Wyatt Field                            | Dimedia srl       | non partecipante                        |
| Briganti Napoli  | Napoli  | Stadio Virgiliano                                  |                   | non partecipante                        |
| Dolphins Ancona  | Ancona  | Stadio Dorico                                      | Energy Building   | 2º posto in regular season IFL gruppo B |
| Giaguari Torino  | Torino  | Stadio Primo Nebiolo                               |                   | non partecipante                        |
| Giants Bolzano   | Bolzano | Stadio Europa                                      |                   | 3º posto in regular season IFL gruppo A |
| Lions Bergamo    | Bergamo | Stadio Comunale (Osio Sotto)                       |                   | non partecipante                        |
| Marines Lazio    | Roma    | Stadio Giannattasio (Stella Polare)                | MisterSex         | 4º posto in regular season IFL gruppo B |
| Panthers Parma   | Parma   | Stadio XXV Aprile                                  |                   | Vincitore IFL                           |
| Rhinos Milano    | Milano  | Velodromo Maspes-Vigorelli                         | Sampla Belting    | 4º posto in regular season IFL gruppo A |
| Seamen Milano    | Milano  | Velodromo Maspes-Vigorelli                         |                   | 2º posto in regular season IFL gruppo A |
| Warriors Bologna | Bologna | Alfheim Field – Centro sportivo "Giorgio Bernardi" |                   | 1º posto in regular season IFL gruppo B |

## Stagione regolare

### Calendario

#### 1ª giornata
| Torino 15 marzo 2014, ore 21:00 CEST | Giaguari Torino | 35 – 0 (7-0 14-0 0-0 14-0) | Rhinos Milano | Stadio Primo Nebiolo, via Hugues 71 |

| Milano 15 marzo 2014, ore 19:30 CEST | Seamen Milano | 30 – 14 (14-0 7-7 7-0 2-7) | Dolphins Ancona | Velodromo Maspes-Vigorelli, via Arona 19 |

| Napoli 16 marzo 2014, ore 14:15 CEST | Briganti Napoli | 13 – 12 (7-0 0-0 0-12 6-0) | Warriors Bologna | Stadio Virgiliano, viale Virgilio |

| Osio Sotto 15 giugno 2014, ore 15:00 CEST | Lions Bergamo | 26 – 0 (0-0 9-0 3-0 14-0) | Marines Lazio | Stadio Comunale, via Delle Industrie |

| Parma 15 giugno 2014, ore 15:00 CEST | Panthers Parma | 35 – 7 (7-0 21-0 7-0 0-7) | Giants Bolzano | Stadio XXV Aprile |

Riposa:  Aquile Ferrara

#### 2ª giornata
| Milano 22 marzo 2014, ore 19:30 CEST | Seamen Milano | 48 – 0 (7-0 28-0 13-0 0-0) | Marines Lazio | Velodromo Maspes-Vigorelli, via Arona 19 |

| Osio Sotto 23 marzo 2014, ore 14:30 CEST | Lions Bergamo | 23 – 14 (13-7 0-7 8-0 2-0) | Warriors Bologna | Stadio Comunale, via Delle Industrie |

| Torino 23 marzo 2014, ore 14:30 CEST | Giaguari Torino | 45 – 14 (7-0 14-0 14-7 10-7) | Briganti Napoli | Stadio Primo Nebiolo, via Hugues 71 |

| Ferrara 23 marzo 2014, ore 15:10 CEST | Aquile Ferrara | 8 – 45 (8-7 0-18 0-0 0-20) | Giants Bolzano | Stadio Mike Wyatt Field, via Cimarosa 2 |

| Collecchio 23 marzo 2014, ore 16:00 CEST | Panthers Parma | 49 – 0 (14-0 7-0 14-0 14-0) | Rhinos Milano | Stadio Il Cervo, via Spezia 3 |

Riposa:  Dolphins Ancona

#### 3ª giornata
| Milano 29 marzo 2014, ore 18:00 CEST | Rhinos Milano | 34 – 29 (7-7 14-0 7-0 6-22) | Lions Bergamo | Velodromo Maspes-Vigorelli, via Arona 19 |

| Bologna 29 marzo 2014, ore 21:00 CEST | Warriors Bologna | 14 – 7 (7-0 0-0 7-7 0-0) | Giaguari Torino | Alfheim Field – Centro sportivo "Giorgio Bernardi" |

| Bolzano 30 marzo 2014, ore 15:00 CEST | Giants Bolzano | 7 – 10 (0-3 7-0 0-0 0-7) | Seamen Milano | Stadio Europa, via Resia 1 |

| Ancona 30 marzo 2014, ore 15:00 CEST | Dolphins Ancona | 40 – 2 (12-0 21-2 7-0 0-0) | Aquile Ferrara | Stadio Dorico, via Della Vittoria |

| Roma 30 marzo 2014, ore 16:30 CEST | Marines Lazio | 0 – 47 (0-17 0-21 0-6 0-3) | Panthers Parma | C.S. Giannattasio, via Mar Arabico Snc |

Riposa:  Briganti Napoli

#### 4ª giornata
| Milano 5 aprile 2014, ore 19:45 CEST | Seamen Milano | 63 – 6 (21-0 28-6 7-0 7-0) | Warriors Bologna | Velodromo Maspes-Vigorelli |

| Osio Sotto 6 aprile 2014, ore 14:30 CEST | Lions Bergamo | 25 – 13 (0-3 6-7 6-0 13-3) | Giaguari Torino | Stadio Comunale, via Delle Industrie |

| Ferrara 6 aprile 2014, ore 15:00 CEST | Aquile Ferrara | 9 – 12 (0-0 9-6 0-6 0-0) | Rhinos Milano | Stadio Mike Wyatt Field, via Cimarosa 2 |

| Ancona 6 aprile 2014, ore 15:00 CEST | Dolphins Ancona | 42 – 7 (21-7 7-0 0-0 14-0) | Marines Lazio | Stadio Dorico, via Della Vittoria |

| Parma 6 aprile 2014, ore 15:30 CEST | Panthers Parma | 69 – 6 (21-0 27-0 14-6 7-0) | Briganti Napoli | Stadio XXV Aprile (100 spett.)\| Arbitro: \| Cutania \| |
| Arbitro:                            | Cutania        |                             |                 |                                                         |

Riposa:  Giants Bolzano

#### 5ª giornata
| Milano 12 aprile 2014, ore 18:00 CEST | Rhinos Milano | 6 – 51 (6-9 0-14 0-21 0-7) | Seamen Milano | Velodromo Maspes-Vigorelli, via Arona 19 |

| Bologna 12 aprile 2014, ore 21:00 CEST | Warriors Bologna | 7 – 45 (7-28 0-7 0-10 0-0) | Panthers Parma | Alfheim Field – Centro sportivo "Giorgio Bernardi" |

| Napoli 13 aprile 2014, ore 14:00 CEST | Briganti Napoli | 0 – 51 (0-16 0-21 0-14 0-0) | Lions Bergamo | C.S. Grumo Nevano, via Carlo Alberto dalla Casa |

| Bolzano 13 aprile 2014, ore 15:00 CEST | Giants Bolzano | 34 – 0 (6-0 14-0 7-0 7-0) | Dolphins Ancona | Stadio Europa, via Resia 1 |

| Roma 13 aprile 2014, ore 16:30 CEST | Marines Lazio | 19 – 51 (13-8 0-30 0-13 6-0) | Aquile Ferrara | C.S. Giannattasio, via Mar Arabico Snc |

Riposa:  Giaguari Torino

#### 6ª giornata
| Torino 26 aprile 2014, ore 15:30 CEST | Giaguari Torino | 7 – 42 (0-14 7-21 0-0 0-7) | Panthers Parma | Stadio Primo Nebiolo, via Hugues 71 |

| Milano 26 aprile 2014, ore 18:00 CEST | Rhinos Milano | 20 – 40 (13-20 7-7 0-7 0-6) | Dolphins Ancona | Velodromo Maspes-Vigorelli, via Arona 19 |

| Bologna 26 aprile 2014, ore 21:00 CEST | Warriors Bologna | 17 – 15 (7-7 7-2 3-0 0-6) | Aquile Ferrara | Alfheim Field – Centro sportivo "Giorgio Bernardi" |

| Napoli 27 aprile 2014, ore 14:40 CEST | Briganti Napoli | 0 – 53 (0-13 0-20 0-14 0-6) | Seamen Milano | Stadio Virgiliano, viale Virgilio |

| Roma 27 aprile 2014, ore 15:30 CEST | Marines Lazio | 0 – 26 (0-7 0-6 0-0 0-13) | Giants Bolzano | C.S. Giannattasio, via Mar Arabico Snc |

Riposa:  Lions Bergamo

#### 7ª giornata
| Milano 8 marzo 2014, ore 19:30 CEST | Seamen Milano | 27 – 48 (0-14 8-13 7-7 12-14) | Panthers Parma | Velodromo Maspes-Vigorelli, via Arona 19 |

| Ancona 3 maggio 2014, ore 20:30 CEST | Dolphins Ancona | 14 – 24 (7-7 7-7 0-7 0-3) | Giaguari Torino | Stadio Dorico, via Della Vittoria |

| Bolzano 4 maggio 2014, ore 15:00 CEST | Giants Bolzano | 60 – 0 (33-0 13-0 7-0 7-0) | Briganti Napoli | Stadio Europa, via Resia 1 |

| Ferrara 4 maggio 2014, ore 15:00 CEST | Aquile Ferrara | 0 – 27 (0-0 0-12 0-6 0-9) | Lions Bergamo | Stadio Mike Wyatt Field, via Cimarosa 2 |

| Roma 4 maggio 2014, ore 16:30 CEST | Marines Lazio | 6 – 21 (0-2 0-7 6-0 0-12) | Warriors Bologna | C.S. Giannattasio, via Mar Arabico Snc |

Riposa:  Rhinos Milano

#### 8ª giornata
| Milano 17 maggio 2014, ore 14:30 CEST | Rhinos Milano | 34 – 13 (7-6 14-7 6-0 7-0) | Marines Lazio | Velodromo Maspes-Vigorelli, via Arona 19 |

| Ancona 17 maggio 2014, ore 21:05 CEST | Warriors Bologna | 0 – 37 (0-7 0-6 0-0 0-24) | Giants Bolzano | Alfheim Field – Centro sportivo "Giorgio Bernardi" |

| Osio Sotto 18 maggio 2014, ore 14:30 CEST | Lions Bergamo | 0 – 27 (0-0 0-10 0-14 0-3) | Seamen Milano | Stadio Comunale, via Delle Industrie |

| Napoli 18 maggio 2014, ore 15:00 CEST | Briganti Napoli | 19 – 33 (7-0 6-13 0-14 6-6) | Dolphins Ancona | Stadio Virgiliano, viale Virgilio |

| Torino 14 giugno 2014, ore 21:00 CEST | Giaguari Torino | 38 – 0 (0-0 17-0 14-0 7-0) | Aquile Ferrara | Stadio Primo Nebiolo, via Hugues 71 |

Riposa:  Panthers Parma

#### 9ª giornata
| Milano 24 maggio 2014, ore 18:35 CEST | Seamen Milano | 46 – 19 (7-0 13-6 7-7 19-6) | Giaguari Torino | Velodromo Maspes-Vigorelli, via Arona 19 |

| Ancona 24 maggio 2014, ore 20:30 CEST | Dolphins Ancona | 28 – 20 (13-0 0-14 6-0 9-6) | Warriors Bologna | Stadio Dorico, via Della Vittoria |

| Parma 25 maggio 2014, ore 15:00 CEST | Panthers Parma | 34 – 6 (21-0 0-6 0-0 13-0) | Lions Bergamo | Stadio XXV Aprile |

| Ferrara 25 maggio 2014, ore 15:00 CEST | Aquile Ferrara | 28 – 14 (0-8 6-6 14-0 8-0) | Briganti Napoli | Stadio Mike Wyatt Field, viale Cimarosa 2 |

| Bolzano 25 maggio 2014, ore 15:00 CEST | Giants Bolzano | 48 – 3 (13-0 14-0 14-0 7-3) | Rhinos Milano | Stadio Europa, via Resia 1 |

Riposa:  Marines Lazio

#### 10ª giornata
| Bologna 31 maggio 2014, ore 21:00 CEST | Warriors Bologna | 10 – 13 (0-0 3-0 0-0 7-13) | Rhinos Milano | Alfheim Field – Centro sportivo "Giorgio Bernardi" |

| Parma 1º giugno 2014, ore 15:00 CEST | Panthers Parma | 76 – 6 (20-0 27-0 22-6 7-0) | Aquile Ferrara | Stadio XXV Aprile |

| Torino 1º giugno 2014, ore 15:30 CEST | Giaguari Torino | 7 – 8 (0-0 0-0 7-2 0-6) | Giants Bolzano | Stadio Primo Nebiolo, via Hugues 71 |

| Napoli 1º giugno 2014, ore 15:30 CEST | Briganti Napoli | 7 – 30 (0-18 0-0 0-6 7-6) | Marines Lazio | Stadio Virgiliano, viale Virgilio |

| Osio Sotto 1º giugno 2014, ore 15:35 CEST | Lions Bergamo | 41 – 10 (7-3 14-7 7-0 13-0) | Dolphins Ancona | Stadio Comunale, via Delle Industrie |

Riposa:  Seamen Milano

#### 11ª giornata
| Ancona 7 giugno 2014, ore 20:30 CEST | Dolphins Ancona | 6 – 58 (6-25 0-13 0-6 0-14) | Panthers Parma | Stadio Dorico, via Della Vittoria |

| Roma 7 giugno 2014, ore 21:00 CEST | Marines Lazio | 22 – 42 (6-20 0-15 8-7 8-0) | Giaguari Torino | C.S. Giannattasio, via Mar Arabico Snc |

| Bolzano 8 giugno 2014, ore 15:00 CEST | Giants Bolzano | 17 – 14 (10-14 0-0 0-0 7-0) | Lions Bergamo | Stadio Europa, via Resia 1 |

| Ferrara 8 giugno 2014, ore 15:30 CEST | Aquile Ferrara | 12 – 58 (0-20 6-7 6-17 0-14) | Seamen Milano | Stadio Mike Wyatt Field, via Cimarosa 2 |

| Milano 8 giugno 2014, ore 17:00 CEST | Rhinos Milano | 47 – 0 (21-0 6-0 13-0 7-0) | Briganti Napoli | Velodromo Maspes-Vigorelli, via Arona 19 |

Riposa:  Warriors Bologna

### Classifica
La classifica della regular season è la seguente:
- PCT = percentuale di vittorie, G = partite giocate, V = partite vinte, P = partite perse, PF = punti fatti, PS = punti subiti
- La qualificazione diretta alle semifinali è indicata in verde
- Le partecipanti al PlayOut per la permanenza in IFL sono indicate in giallo

Classifica
| Pos. | Squadra          | PCT   | G  | V  | P | PF  | PS  |
| ---- | ---------------- | ----- | -- | -- | - | --- | --- |
| 1    | Panthers Parma   | 1000  | 10 | 10 | 0 | 503 | 72  |
| 2    | Seamen Milano    | 0.900 | 10 | 9  | 1 | 413 | 112 |
| 3    | Giants Bolzano   | 0.800 | 10 | 8  | 2 | 289 | 77  |
| 4    | Lions Bergamo    | 0.600 | 10 | 6  | 4 | 242 | 149 |
| 5    | Giaguari Torino  | 0.500 | 10 | 5  | 5 | 237 | 185 |
| 6    | Dolphins Ancona  | 0.500 | 10 | 5  | 5 | 227 | 255 |
| 7    | Rhinos Milano    | 0.500 | 10 | 5  | 5 | 169 | 284 |
| 8    | Warriors Bologna | 0.300 | 10 | 3  | 7 | 121 | 250 |
| 9    | Aquile Ferrara   | 0.200 | 10 | 2  | 8 | 131 | 346 |
| 10   | Marines Lazio    | 0.100 | 10 | 1  | 9 | 97  | 344 |
| 11   | Briganti Napoli  | 0.100 | 10 | 1  | 9 | 73  | 428 |

- I Panthers Parma con un record di 10-0 concludono la stagione regolare siglando una Perfect Season.

## Playoff
|  | Semifinali | Semifinali     | Semifinali |                |   | XXXIV Italian Superbowl | XXXIV Italian Superbowl | XXXIV Italian Superbowl |  |
|  |            |                |            |                |   |                         |                         |                         |  |
|  | 2          | Seamen Milano  | 31         |                |   |                         |                         |                         |  |
|  | 2          | Seamen Milano  | 31         |                |   |                         |                         |                         |  |
|  | 3          | Giants Bolzano | 7          |                |   |                         |                         |                         |  |
|  | 3          | Giants Bolzano | 7          |                | 2 | Seamen Milano           | 33                      |                         |  |
|  |            |                |            |                | 2 | Seamen Milano           | 33                      |                         |  |
|  |            |                | 1          | Panthers Parma | 3 |                         |                         |                         |  |
|  | 1          | Panthers Parma | 1          | Panthers Parma | 3 | 55                      |                         |                         |  |
|  | 1          | Panthers Parma |            |                |   |                         |                         |                         |  |
|  | 4          | Lions Bergamo  | 7          |                |   |                         |                         |                         |  |

### Semifinali
| Milano 21 giugno 2014, ore 21:00 CEST | Seamen Milano | 31 – 7 (14-0 7-0 3-7 7-0) | Giants Bolzano | Velodromo Maspes-Vigorelli |

| Parma 22 giugno 2014, ore 15:00 CEST | Panthers Parma | 55 – 7 (14-0 28-7 6-0 7-0) | Lions Bergamo | Stadio XXV Aprile |

### Playout
| Roma 21 giugno 2014, ore 20:00 CEST | Marines Lazio | 20 – 0 (8-0 0-0 6-0 6-0) | Briganti Napoli | C.S. Giannattasio, via Mar Arabico Snc |

### Superbowl
| Ferrara 6 luglio 2014, ore 18:30 CEST | Panthers Parma | 3 – 33 (0-14 3-7 0-6 0-6) referto | Seamen Milano | Stadio Paolo Mazza (4200 spett.)\| Arbitro: \| Tansini S. \| |
| Arbitro:                              | Tansini S.     |                                   |               |                                                              |

## XXXIV Italian Superbowl

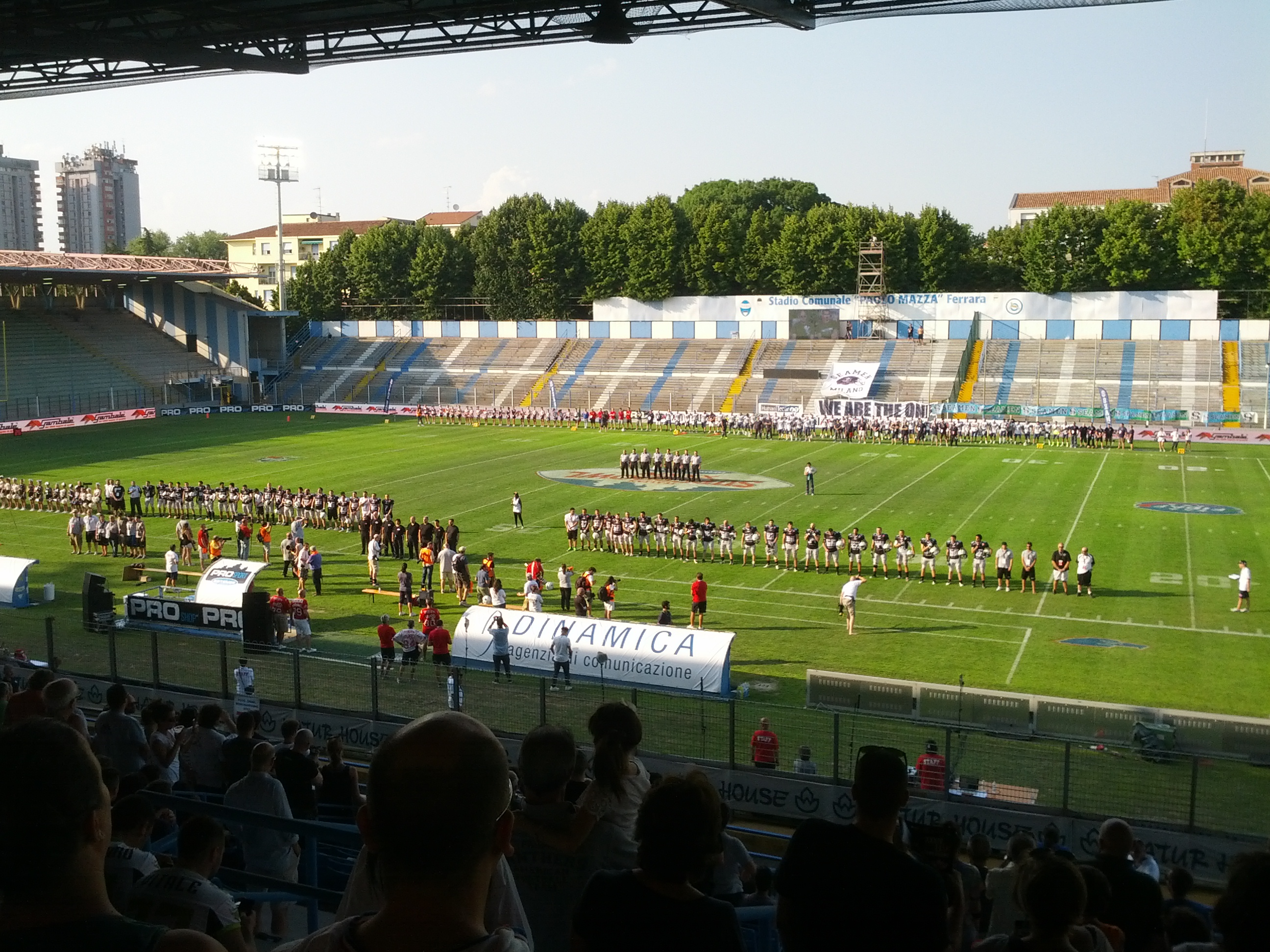
XXXIV Italian Superbowl, I due Team schierati

La partita finale, chiamata XXXIV Italian Superbowl si è giocata il 6 luglio 2014 a Ferrara, ed è stata vinta dai Seamen Milano che scalzano dal gradino più alto del podio i Panthers, vincitori delle precedenti 4 edizioni consecutive. 
La partita ha avuto una diffusione mediatica davvero importante, è stata infatti trasmessa in diretta su Eurosport 2, nei giorni successivi in differita integrale su 7 Gold e con una ampia sintesi di 2 ore su Sport Italia e Raisport 2 per quanto riguarda i Network nazionali, mentre tra i Network locali Rete 55 ha trasmesso la partita completa.

## Verdetti
- Seamen Milano Campioni d'Italia 2014 e qualificati alla IFAF Europe Champions League 2015
- Briganti Napoli retrocessi in Seconda Divisione LENAF 2015 (successivamente ripescati)